# Liste des reines de Navarre

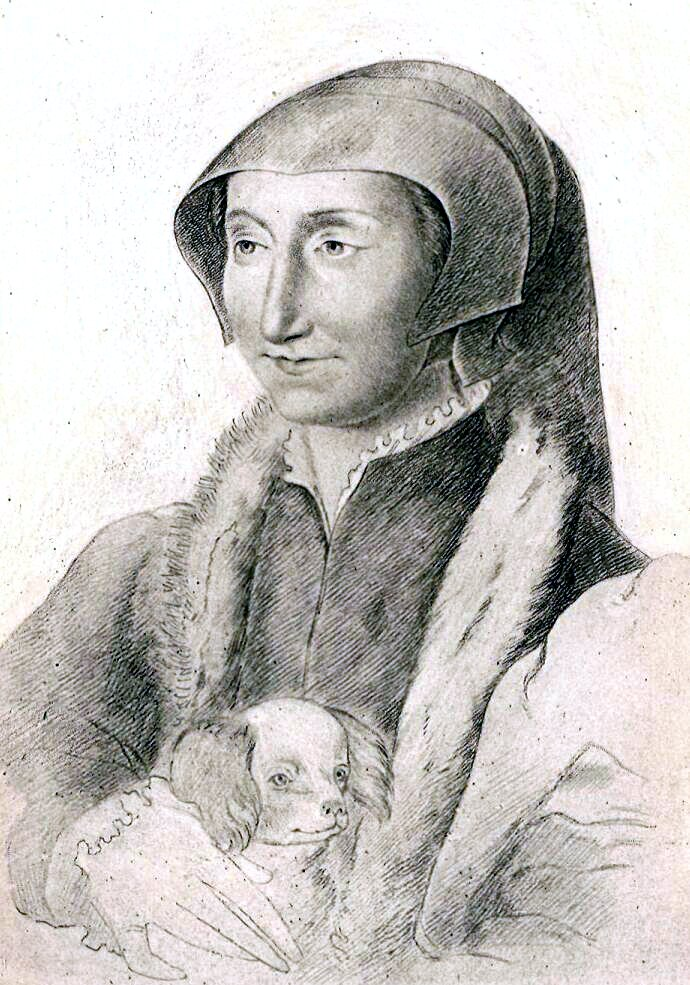
Marguerite d’Angoulême (1492-1549), reine de Navarre et duchesse d’Alençon.

Cet article dresse la liste des reines de Navarre. Parce que les lois de Navarre n'interdisaient pas aux femmes d'hériter de la couronne, le royaume a été hérité ou transmis à plusieurs reprises par des femmes.

## Vicissitudes de la couronne
De 1285 à 1328, les couronnes de Navarre et de France ont été réunies par le mariage de Jeanne Ire de Navarre avec Philippe IV de France puis par leurs trois fils. Cependant, l'héritage de Navarre par Philippe V et Charles IV à la suite du décès de Louis X et de son fils Jean Ier était contraire aux lois de Navarre : ce royaume ne connaissait pas de loi salique, ce qui signifie que le royaume aurait dû passer à Jeanne, fille de Louis, plutôt qu'à Philippe, le second fils de Jeanne Ire. Cependant, Jeanne étant encore une enfant et ses oncles étant de sang navarrais, elle se vit refuser ses droits jusqu'au la mort de Charles en 1328, date à laquelle la descendance masculine de Jeanne Ire s'éteignit et où Jeanne put enfin hériter de la Navarre.
Par la suite, la Navarre a connu à plusieurs reprises l’extinction de sa lignée masculine, puis son absorption dans le domaine d’autres familles.
En 1512-1513, la Haute-Navarre, partie du royaume située au sud des Pyrénées, fut conquise et occupée par les forces espagnoles de Ferdinand le Catholique, fils de Jean II d'Aragon et époux de Germaine de Foix (héritière potentielle de Navarre), chassant le roi et la reine, Jean III et Catherine de Navarre. Ferdinand, fut proclamé roi de Navarre par les cortès ; sa femme devint reine consort du royaume et, par la suite, les reines de facto de Navarre sont identiques aux reines d'Espagne. Toutefois Jean et Catherine ont maintenu leurs revendications sur la Navarre, et leur lignée a continué à utiliser les titres de roi et de reine de Navarre ; cependant, il ne restait sous leur autorité que la seule Basse-Navarre, partie du royaume située au nord des Pyrénées ainsi que les terres féodales qu'ils détenaient de la couronne française.
Le dernier changement dynastique a été le mariage de Jeanne d'Albret avec Antoine de Bourbon, prince du sang. Leur fils devint plus tard roi de France sous le nom d'Henri IV. La couronne et les terres navarraises ont été fusionnées avec la couronne française en 1620 par son fils Louis XIII.

## Maison Íñiguez (824-905)
| Nom (dates)                 | Époux                                    | Titres                         | Eléments biographiques |
| --------------------------- | ---------------------------------------- | ------------------------------ | --- |
| Urraca des Asturies (?-855) | - García Ier de Navarre                  | - Reine de Navarre (852-855)   | - Princesse de la Maison d'Asturie. Fille de Ramire Ier d'Oviedo. - Mère de Fortún de Navarre et d'Oneca Garcés de Pampelune. |
| Leodegundia des Asturies    | - García Ier de Navarre (mariage en 858) | - Reine de Navarre (858-?)     | - Princesse de la Maison d'Asturie. Fille d'Ordoño Ier d'Oviedo.                                                              |
| Aurea                       | - Fortún de Navarre (mariage en 845)     | - Reine de Navarre (882-905 ?) | - |

## Dynastie Jiménez (905-1234)
| Portrait | Nom (dates)                        | Époux | Titres | Eléments biographiques |
| -------- | ---------------------------------- | --- | --- | --- |
|          | Toda de Navarre (885-970)          | - Sanche Ier de Navarre                                                                                            | - Reine de Navarre (?-925) | - Princesse de la Maison Íñiguez. Fille d'Aznar de Navarre et d'Oneca Fortúnez de Navarre. - Mère d'Urraca de Pampelune et de García II de Navarre.                                                       |
|          | Andregoto Galíndez (910-972)       | - García II de Navarre (mariage en 934)                                                                            | - Comtesse d'Aragon (de plein droit, 922-972) - Reine de Navarre (934-940)                                                                     | - Princesse de la Maison d'Aragon. Fille de Galindo II Aznárez et de Sancha Garcés de Pampelune. - Mère de Sanche II de Navarre.                                                                          |
|          | Thérèse de León (928-957)          | - García II de Navarre (mariage en 943)                                                                            | - Reine de Navarre (943-957) | - Princesse de la Maison d'Asturie-León. Fille de Ramiro II de León et d'Adosinde de Gutiérrez. - Mère de Ramire de Viguera et d'Urraca de Navarre.                                                       |
|          | Urraca de Castille (?-1007)        | - Ordoño III de León (mariage en 941) - Ordoño IV de León (mariage en 958) - Sanche II de Navarre (mariage en 962) | - Reine de León (951-956 puis 958-960) - Reine de Navarre (970-994) - Comtesse d'Aragon (972-994) - Régente de Navarre et d'Aragon (1000-1005) | - Princesse de la Famille de Lara. Fille de Ferdinand González de Castille et de Béatrice de Navarre. - Mère de García III de Navarre.                                                                    |
|          | Chimène de Cea (?-1035)            | - García III de Navarre (mariage en 988)                                                                           | - Reine de Navarre et comtesse d'Aragon (994-1000) - Régente de Navarre et d'Aragon (1000-1005)                                                | - Princesse de la Maison de Cea. Fille de Fernando Bermúdez de Cea et d'Elvira Diaz. - Mère de Sanche III Garcés.                                                                                         |
|          | Munia Mayor de Castille (995-1067) | - Sanche III Garcés (mariage en 1010)                                                                              | - Reine de Navarre et comtesse d'Aragon (1010-1035) - Comtesse de Castille (de plein droit, 1029-1035)                                         | - Princesse de la Famille de Lara. Fille de García II de Castille et d'Urraca de Salvador de Castille. - Mère de Garcia IV de Navarre, de Ferdinand Ier de Castille et de Gonzalve Ier de Sobrarbe.       |
|          | Étiennette de Foix (1010-1066)     | - García IV de Navarre (mariage en 1038)                                                                           | - Reine de Navarre (1038-1054) | - Princesse de la Maison de Foix-Carcassonne. Fille de Bernard-Roger de Foix et de Gersende de Bigorre. - Mère de Sanche IV de Navarre.                                                                   |
|          | Placencia                          | - Sanche IV de Navarre (mariage en 1068)                                                                           | - Reine de Navarre (1068-?) | - |
|          | Félicie de Roucy (1060-1123)       | - Sanche Ier d'Aragon (mariage en 1070)                                                                            | - Reine d'Aragon (1070-1094) - Reine de Navarre (1076-1094)                                                                                    | - Princesse de la Maison de Montdidier-Roucy. Fille de Hilduin IV de Montdidier et d'Alix de Roucy. - Mère d'Alphonse Ier d'Aragon et de Ramire II d'Aragon.                                              |
|          | Agnès d'Aquitaine (1072-1097)      | - Pierre Ier d'Aragon (mariage en 1086)                                                                            | - Reine d'Aragon et de Navarre (1094-1097) | - Princesse de la Maison de Poitiers-Aquitaine. Fille de Guillaume VIII d'Aquitaine et d'Hildegarde de Bourgogne.                                                                                         |
|          | Berthe (1075-1111)                 | - Pierre Ier d'Aragon (mariage en 1097)                                                                            | - Reine d'Aragon et de Navarre (1097-1104) | - |
|          | Urraca de León (1081-1126)         | - Raymond de Bourgogne (mariage en 1090) - Alphonse Ier d'Aragon (mariage en 1109)                                 | - Comtesse de Galice (1090-1107) - Reine de León et de Castille (de plein droit, 1009-1126) - Reine d'Aragon et de Navarre (1109-1115)         | - Princesse de la Dynastie Jiménez. Fille d'Alphonse VI de León et de Constance de Bourgogne. - Mère d'Alphonse VII de León et Castille.                                                                  |
|          | Marguerite de L'Aigle (1104-1141)  | - García V de Navarre (mariage en 1130)                                                                            | - Reine de Navarre (1134-1141) | - Princesse de la Famille de L'Aigle. Fille de Gilbert de L'Aigle et de Juliette du Perche. - Mère de Marguerite de Navarre, de Sanche VI de Navarre, de Blanche de Navarre et d'Henri de Montescaglioso. |
|          | Urraca de Castille (1133-1189)     | - García V de Navarre (mariage en 1144)                                                                            | - Reine de Navarre (1144-1150) | - Princesse de la Maison d'Ivrée. Fille légitimée d'Alphonse VII de León et de Castille et de Gontrodo Pérez. - Mère de Sancha de Navarre.                                                                |
|          | Sancha de Castille (1139-1179)     | - Sanche VI de Navarre (mariage en 1153)                                                                           | - Reine de Navarre (1153-1179) | - Princesse de la Maison d'Ivrée. Fille d'Alphonse VII de León et de Castille et de Bérengère de Barcelone. - Mère de Bérengère de Navarre, de Sanche VII de Navarre et de Blanche de Navarre.            |
|          | Constance de Toulouse (1180-1260)  | - Sanche VII de Navarre (mariage en 1195) - Pierre Bermond II de Sauve                                             | - Reine de Navarre (1195-1200) - Dame de Sauve                                                                                                 | - Princesse de la Maison de Toulouse. Fille de Raymond VI de Toulouse et de Béatrice de Béziers. |

## Maison de Blois(1234-1305)
| Portrait | Nom (dates)                       | Époux                                                                            | Titres | Eléments biographiques | Armoiries |
| -------- | --------------------------------- | -------------------------------------------------------------------------------- | --- | --- | --------- |
|          | Marguerite de Bourbon (1211-1256) | - Thibaut Ier de Navarre (mariage en 1232)                                       | - Comtesse de Champagne et de Brie (1232-1253) - Reine de Navarre (1234-1253) - Régente de Navarre, de Champagne et de Brie (1253-1256)                                                                         | - Princesse de la Maison de Bourbon-Dampierre. Fille d'Archambaud VIII de Bourbon et de Béatrice de Montluçon. - Mère de Thibaut II de Navarre, de Béatrice de Champagne et d'Henri Ier de Navarre.                                                                     |           |
|          | Isabelle de France (1241-1271)    | - Thibaut II de Navarre (mariage en 1255)                                        | - Reine de Navarre, comtesse de Champagne et de Brie (1255-1270) | - Princesse capétienne. Fille de Louis IX de France et de Marguerite de Provence. |           |
|          | Blanche d'Artois (1248-1302)      | - Henri Ier de Navarre (mariage en 1269) - Edmond de Lancastre (mariage en 1276) | - Comtesse de Rosnay (1269-1270) - Reine de Navarre, comtesse de Champagne et de Brie (1270-1274) - Régente de Navarre, de Champagne et de Brie (1274-1284) - Comtesse de Lancastre et de Leicester (1276-1296) | - Princesse de la Maison capétienne d'Artois. Fille de Robert Ier d'Artois et de Mathilde de Brabant. - Mère de Jeanne Ire de Navarre, de Thomas de Lancastre, d'Henri de Lancastre et de Jean de Lancastre.                                                            |           |
|          | Jeanne Ire de Navarre (1273-1305) | - Philippe IV de France (Philippe Ier de Navarre) (mariage en 1284)              | - Reine de Navarre, comtesse de Champagne et de Brie (de plein droit, 1274-1305) - Reine de France (1285-1305)                                                                                                  | - Princesse de la Maison de Blois. Fille d'Henri Ier de Navarre et de Blanche d'Artois. - Mère de Louis Ier de Navarre (Louis X de France), de Philippe V de France (Philippe II de Navarre), de Charles IV de France (Charles Ier de Navarre) et d'Isabelle de France. |           |

## Dynastie capétienne(1305-1349)
| Portrait | Nom (dates)                         | Époux                                                             | Titres | Eléments biographiques | Armoiries |
| -------- | ----------------------------------- | ----------------------------------------------------------------- | --- | --- | --------- |
|          | Marguerite de Bourgogne (1290-1315) | - Louis Ier de Navarre (Louis X de France) (mariage en 1305)      | - Reine de Navarre (1305-1315) - Reine de France (1314-1315) | - Princesse de la Maison capétienne de Bourgogne. Fille de Robert II de Bourgogne et d'Agnès de France. - Mère de Jeanne II de Navarre. |           |
|          | Clémence de Hongrie (1293-1328)     | - Louis Ier de Navarre (Louis X de France) (mariage en 1315)      | - Reine de France et de Navarre (1315-1316) | - Princesse de la Maison capétienne d'Anjou-Sicile. Fille de Charles Martel de Hongrie et de Clémence de Habsbourg. - Mère de Jean Ier de France et de Navarre. |           |
|          | Jeanne de Bourgogne (1291-1330)     | - Philippe V de France (Philippe II de Navarre) (mariage en 1307) | - Comtesse de Poitiers (1311-1316) - Comtesse de Bourgogne (de plein droit, 1315-1330) - Reine de France et de Navarre (1316-1322) - Comtesse d'Artois (1329-1330) | - Princesse de la Maison d'Ivrée. Fille d'Othon IV de Bourgogne et de Mahaut d'Artois. - Mère de Jeanne III de Bourgogne, de Marguerite Ire de Bourgogne, d'Isabelle de France et de Blanche de France.                                                                                              |           |
|          | Blanche de Bourgogne (1296-1326)    | - Charles IV de France (Charles Ier de Navarre) (mariage en 1308) | - Comtesse de Bigorre (1308-1322) - Comtesse de La Marche (1314-1322) - Reine de France et de Navarre (1322)                                                       | - Princesse de la Maison d'Ivrée. Fille d'Othon IV de Bourgogne et de Mahaut d'Artois. |           |
|          | Marie de Luxembourg (1304-1324)     | - Charles IV de France (Charles Ier de Navarre) (mariage en 1322) | - Reine de France et de Navarre (1322-1324) | - Princesse de la Maison de Luxembourg. Fille d'Henri VII de Luxembourg et de Marguerite de Brabant. |           |
|          | Jeanne d'Évreux (1310-1371)         | - Charles IV de France (Charles Ier de Navarre) (mariage en 1325) | - Reine de France et de Navarre (1325-1328) | - Princesse de la Maison capétienne d'Évreux. Fille de Louis d'Évreux et de Marguerite d'Artois. - Mère de Blanche de France. |           |
|          | Jeanne II de Navarre (1311-1349)    | - Philippe III de Navarre (mariage en 1318)                       | - Comtesse d'Évreux et de Longueville (1319-1343) - Reine de Navarre (de plein droit, 1328-1349) - Comtesse d'Angoulême et de Mortain (1336-1343)                  | - Princesse capétienne. Fille de Louis Ier de Navarre (Louis X de France) et de Marguerite de Bourgogne. - Mère de Jeanne de Navarre, de Marie de Navarre, de Blanche de Navarre, de Charles II de Navarre, d'Agnès de Navarre, de Philippe de Navarre, de Jeanne de Navarre et de Louis de Navarre. |           |

## Maison capétienne d'Évreux-Navarre(1349-1441)
| Portrait | Nom (dates)                        | Époux                                                                         | Titres | Eléments biographiques | Armoiries |
| -------- | ---------------------------------- | ----------------------------------------------------------------------------- | --- | --- | --------- |
|          | Jeanne de France (1343-1373)       | - Charles II de Navarre (mariage en 1352)                                     | - Reine de Navarre et comtesse d'Évreux (1352-1373) - Dame de Montpellier (1365-1367, 1371-1373) - Lieutenant-général du royaume de Navarre (1369-1372)                                                         | - Princesse de la Maison de Valois. Fille de Jean II de France et de Bonne de Luxembourg. - Mère de Charles III de Navarre, de Pierre de Navarre et de Jeanne de Navarre.                                                            |           |
|          | Éléonore de Castille (1363-1416)   | - Charles III de Navarre (mariage en 1375)                                    | - Dame de Montpellier (1381-1383) - Reine de Navarre (1387-1416) - Comtesse d’Évreux (1387-1404) - Duchesse de Nemours (1404-1416) - Lieutenant-général du royaume de Navarre (1397-1398, 1403-1406, 1409-1411) | - Princesse de la Maison de Trastamare. Fille d'Henri II de Castille et de Jeanne Manuel de Villena. - Mère de Jeanne de Navarre, de Blanche Ire de Navarre, de Béatrice de Navarre, d'Isabelle de Navarre et de Charles de Navarre. |           |
|          | Blanche Ire de Navarre (1387-1441) | - Martin Ier de Sicile (mariage en 1402) - Jean II d'Aragon (mariage en 1420) | - Reine de Sicile (1402-1409) - Reine de Navarre (de plein droit, 1425-1441) - Duchesse de Nemours (de plein droit, 1428-1441)                                                                                  | - Princesse de la Maison capétienne d'Évreux-Navarre. Fille de Charles III de Navarre et d'Éléonore de Castille. - Mère de Charles de Viane, de Blanche II de Navarre et d'Éléonore de Navarre.                                      |           |

## Maison de Trastamare(1441-1479, 1512-1516)
| Portrait | Nom (dates)                           | Époux | Titres | Eléments biographiques | Armoiries |
| -------- | ------------------------------------- | --- | --- | --- | --------- |
|          | Agnès de Clèves (1422-1448)           | - Charles de Viane (mariage en 1439)                                                                                             | - Princesse de Viane (1439-1441) - Reine titulaire de Navarre (1441-1448) | - Princesse de la Maison de La Marck. Fille d'Adolphe Ier de Clèves et de Marie de Bourgogne. |           |
|          | Jeanne Enríquez (1425-1468) de facto  | - Jean II d'Aragon (mariage en 1444)                                                                                             | - Reine d'Aragon, de Majorque, de Valence, de Navarre et de Sicile, comtesse de Barcelone (1458-1468) | - Princesse de la Maison de Trastamare. Fille de Fadrique Enríquez et de Merina de Cordoue. - Mère de Ferdinand II d'Aragon et de Jeanne d'Aragon.                                                                               |           |
|          | Éléonore de Navarre (1425-1479)       | - Gaston IV de Foix-Béarn (mariage en 1434)                                                                                      | - Comtesse de Foix et de Bigorre, princesse d'Andorre, vicomtesse de Béarn, de Castelbon et de Marsan, baronne d'Auterive (1436-1472) - Vicomtesse de Narbonne (1447-1472) - Lieutenant-général du royaume de Navarre (1456-1479) - Reine de Navarre (de plein droit, 1479) | - Princesse de la Maison de Trastamare. Fille de Jean II d'Aragon et de Blanche Ire de Navarre. - Mère de Gaston de Foix, de Pierre de Foix, de Jean de Foix, de Marguerite de Foix, de Catherine de Foix et de Jacques de Foix. |           |
|          | Germaine de Foix (1488-1536) de facto | - Ferdinand II d'Aragon (mariage en 1505) - Jean de Brandebourg-Ansbach (mariage en 1519) - Ferdinand d'Aragon (mariage en 1526) | - Reine d'Aragon, de Majorque, de Valence, de Sicile et de Naples, comtesse de Barcelone (1505-1516) - Reine de Navarre (1512-1516) - Duchesse de Calabre et vice-reine de Valence (1526-1536)                                                                              | - Princesse de la Maison de Grailly. Fille de Jean de Foix et de Marie d'Orléans. |           |

## Maison de Foix-Grailly(1479-1517)
| Portrait | Nom (dates)                      | Époux                                | Titres | Eléments biographiques | Armoiries |
| -------- | -------------------------------- | ------------------------------------ | --- | --- | --------- |
|          | Catherine de Navarre (1468-1517) | - Jean II d'Albret (mariage en 1484) | - Reine de Navarre, comtesse de Foix et de Bigorre, vicomtesse de Béarn, de Marsan et de Castelbon, co-princesse et viguier d'Andorre et baronne d'Auterive (de plein droit, 1483-1517) - Comtesse de Périgord et vicomtesse de Limoges (1484-1516) | - Princesse de la Maison de Foix-Grailly. Fille de Gaston de Foix et de Madeleine de France. - Mère d'Anne de Navarre, d'Henri II de Navarre, de Charles de Navarre et d'Isabeau d'Albret. |           |

## Maison d'Albret(1517-1572)
| Portrait | Nom (dates)                        | Époux                                                                            | Titres | Eléments biographiques | Armoiries |
| -------- | ---------------------------------- | -------------------------------------------------------------------------------- | --- | --- | --------- |
|          | Marguerite d'Angoulême (1492-1549) | - Charles IV d'Alençon (mariage en 1509) - Henri II de Navarre (mariage en 1527) | - Duchesse d'Alençon (1509-1525) - Duchesse de Berry (par apanage, 1517-1549) - Reine de Navarre, princesse d'Andorre, comtesse de Périgord, d'Armagnac, de Foix et de Bigorre, vicomtesse de Limoges et de Béarn (1527-1549) | - Princesse de la Maison de Valois-Angoulême. Fille de Charles d'Orléans et de Louise de Savoie. - Mère de Jeanne d'Albret et de Jean de Navarre.    |           |
|          | Jeanne d'Albret (1528-1572)        | - Guillaume de Clèves (mariage en 1541) - Antoine de Bourbon (mariage en 1548)   | - Duchesse de Clèves et comtesse de la Marck, duchesse de Juliers et de Berg, comtesse de Ravensberg (1541-1545) - Duchesse de Gueldre et comtesse de Zutphen (1541-1543) - Duchesse de Vendôme et de Beaumont (1548-1562) - Reine de Navarre, duchesse d'Albret, princesse d'Andorre, comtesse de Périgord, d'Armagnac, de Foix et de Bigorre, vicomtesse de Limoges et de Béarn (de plein droit, 1555-1572) | - Princesse de la Maison d'Albret. Fille d'Henri II de Navarre et de Marguerite d'Angoulême. - Mère d'Henri IV de France et de Catherine de Bourbon. |           |

## Maison de Bourbon(1572-1791)
| Portrait | Nom (dates)                      | Époux                                    | Titres | Eléments biographiques | Armoiries |
| -------- | -------------------------------- | ---------------------------------------- | --- | --- | --------- |
|          | Marguerite de France (1553-1615) | - Henri IV de France (mariage en 1572)   | - Reine de Navarre, duchesse de Vendôme et d'Albret, princesse d'Andorre, comtesse de Périgord, d'Armagnac de Rodez, de Foix et de Bigorre, vicomtesse de Limoges et de Béarn (1572-1599) - Reine de France (1589-1599) | - Princesse de la Maison de Valois-Angoulême. Fille d'Henri II de France et de Catherine de Médicis. |           |
|          | Marie de Médicis (1575-1642)     | - Henri IV de France (mariage en 1600)   | - Reine de France et de Navarre (1600-1610) - Régente de France (1610-1614) | - Princesse de la Maison de Médicis. Fille de François Ier de Médicis et de Jeanne d'Autriche. - Mère de Louis XIII de France, d'Élisabeth de France, de Christine de France, de Monsieur d’Orléans, de Gaston de France et d'Henriette-Marie de France. |           |
|          | Anne d'Autriche (1601-1666)      | - Louis XIII de France (mariage en 1615) | - Reine de France et de Navarre (1615-1643) - Régente de France (1643-1651) | - Princesse de la Maison de Habsbourg. Fille de Philippe III d'Espagne et de Marguerite d'Autriche-Styrie. - Mère de Louis XIV de France et de Philippe d’Orléans.                                                                                       |           |

- Après 1620, voir la liste des reines et impératrices de France et la liste des conjoints des souverains espagnols

## Monarques de Navarre depuis 1620
Henri III de Navarre devint Henri IV de France et la couronne de Navarre fut ensuite transmise aux rois de France. En 1620, le royaume a été fusionné avec la France, bien que les rois français aient continué à utiliser le titre de roi de Navarre jusqu'en 1791 puis entre 1814 et 1830 pendant la Restauration. En Espagne (qui est le pays auquel appartiennent la plupart des territoires de la Navarre historique), le monarque utilise le titre de roi de Navarre dans le cadre de sa titulature complète.

## Sources
- Marek, « Rulers of Navarre », Genealogy.EU
- NAVARRE